# Javier Tomeo
Javier Tomeo Estallo (Quicena, Huesca, 9 de septiembre de 1932 - Barcelona, 22 de junio de 2013) fue un escritor y dramaturgo español.

## Biografía
Se licenció en Derecho y Criminología en la Universidad de Barcelona.
En los años cincuenta escribió literatura popular bajo el pseudónimo «Frantz Keller» para la Editorial Bruguera: algunas novelas del oeste, de terror e incluso una Historia de la esclavitud, así como otras obras con pseudónimos anglosajonizados.
En 1963 editó, junto a Juan María Estadella, La brujería y la superstición en Cataluña.
En 1967 publicó su primera novela «seria».
Obtuvo en 1971 el premio de novela corta Ciudad de Barbastro, por El Unicornio.
En la década de los setenta aparecieron otros títulos como El castillo de la carta cifrada.
En los años ochenta dejó algunas novelas como Diálogo en re mayor y Amado monstruo, y su universo literario creció en los noventa con la publicación de numerosos libros: El gallitigre (1990), El crimen del cine Oriente (1995), Los misterios de la ópera (1997), Napoleón VII (1999) o Cuentos perversos (2002), entre otros.
Vivía solo. No tenía hermanos. No tuvo hijos.
En los últimos meses de su vida tuvo múltiples complicaciones de su diabetes y falleció a los 80 años por una grave infección en el Hospital Sagrado Corazón de Barcelona.
El 26 de junio de 2013 se celebró en Barcelona un funeral laico. El 27 de junio fue enterrado en el cementerio de Quicena.

## Su trabajo

### Narrativa
En El cazador (1967), un hombre se encierra para siempre en una habitación de su propia casa como un eremita para no tener que tratar con su madre.
En El unicornio (1971), cuya forma es la de un libreto con acotaciones, los espectadores de una obra de teatro van cayendo uno a uno como en una novela policiaca expresionista.
El castillo de la carta cifrada (1979) es, para el crítico Rafael Conte una “fábula sobre la imposibilidad de escribir y mandar cartas a pesar de todo”.
En Amado monstruo (1985), una de sus obras maestras, disecciona una entrevista de trabajo marcada por el complejo de Edipo de sus protagonistas.
El cazador de leones (1987) es el monólogo de un hombre que trata de conquistar por teléfono a una mujer que no llega a intervenir como personaje y a la que ha llamado por error.
Bestiario (1988) recoge la vida de numerosos animales, particularmente de los insectos.
En Preparativos de viaje (1991) da cuenta de la imposibilidad de un vendedor de sillones giratorios para adentrarse en las fronteras de un misterioso país llamado Benujistán.
La agonía de Proserpina (1993) introduce por primera vez a un personaje femenino real, frente a las mujeres ausentes habituales hasta entonces en su narrativa.
Conversaciones con mi amigo Ramón (Huerga y Fierro editores, 1997) tiene por motivo sus divagaciones con Ramón Riera, personaje muy recurrente en la obra de Tomeo.
En Los nuevos inquisidores (2004) comprende una amplia retrospectiva de los cuentos de Tomeo desde finales de 1950 hasta el presente, muchos de ellos inéditos y todos revisados por el autor especialmente para esta edición.
En La mirada de la muñeca hinchable (2003) un hombre solitario urde un diálogo imposible con una muñeca de plástico en un mundo general del que sólo oye los ruidos. Este solitario no necesita que le contesten y por esa misma razón también entabla de vez en cuando alguna conversación con su madre muerta.
En El cantante de boleros (2005), narra la vida monótona de otro hombre solitario, con ínfulas de cantante, que habla también con su madre muerta.
El hombre bicolor (2014) es la historia de un recaudador de impuestos con heterocromía que llega a trabajar a un pueblo vacío. Esa situación desemboca, entre otras, a un diálogo consigo mismo.
Como puede verse, muchos de sus protagonistas son personajes solitarios, autistas o con problemas de comunicación.

### Teatro
Algunas de sus obras fueron llevadas a los escenarios con gran acogida de la crítica, sobre todo en Francia. Amado monstruo (Monstre Aimé) se estrenó en el Teatro Nacional de la Colline de París en 1989 con estruendoso éxito. Meses después se estrenó en Zaragoza la versión española.
Yvon Chaix estrenó El cazador de leones con el título Le chasseur de lions, Grenoble, 1990. La versión española fue dirigida en 1993 por Jean-Jacques Préau.
También se adaptaron con rotundo éxito Historias mínimas, El castillo de la carta cifrada (estrenada primero en Colonia, 1993 y cuatro años después en París por la Comédie Française), Diálogo en re menor (primero en Alemania, y en español en 1996) y Los misterios de la ópera (1999).
El Centro Dramático de Aragón montó La agonía de Proserpina en 2003.

### Estilo
Tomeo fue un escritor muy imaginativo que poseía un mundo propio original, si bien utilizaba la técnica kafkiana de la parábola, y en algunos aspectos fue comparable a Thomas Bernhard y Luis Buñuel. Su narrativa fue con frecuencia experimental, inspirada a veces en la perspectiva de las cosas, los animales y otras formas de vida. Sus ficciones procedían por acumulación de detalles ilógicos hasta alcanzar la exarcebación del absurdo en medio de la realidad más cotidiana, con un contenido crítico hacia la incoherencia de la organización social. Su visión de la condición humana fue, pues, dramática y existencial, pero también muy lírica y humorística, y subterráneamente simbolista, que se declaraba crípticamente contra todo nacionalismo, autonomismo, machismo y feminismo, contra toda dictadura real, o escondida, todo tópico, todo falso idealismo, todo prejuicio, los medios de comunicación (la televisión sobre todo), defendiendo la animalidad, los instintos y la monstruosidad de los seres humanos, desde la incomunicación total en la que el ser humano se hunde.
Su estilo fue sobrio y minimalista, de frase corta. Fue un maestro del cuento, que reunió en colecciones por su forma (Historias mínimas), por su tema (Problemas oculares), su moral (Cuentos perversos), o su simbolismo (Zoopatías y zoofilias). Cada uno empieza con una situación desconcertante, que se suele llevar a un final abierto. De ahí que sus historias tengan más de una interpretación y sean cantera para una futura literatura clásica.
Su obra narrativa fue traducida a varios idiomas.
Escribió habitualmente artículos en distintos medios de comunicación, como ABC.

## Obra publicada
- Historia de la esclavitud, (con el seudónimo Frantz Keller, Barcelona: Forma, 1962)
- La brujería y la superstición en Cataluña (junto a Juan María Estadella, 1963)
- El cazador (1967)
- Ceguera al azul (1969)
- El unicornio (1971)
- Los enemigos (1974)
- El castillo de la carta cifrada (1979)
- Diálogo en re mayor (1980)
- Amado monstruo (1984)
- Historias mínimas (1988)
- El cazador de leones (1989)
- La ciudad de las palomas (1990)
- El mayordomo miope (1990)
- El gallitigre (1990)
- El discutido testamento de Gastón de Puyparlier(1990)
- Problemas oculares (1990)
- Patio de butacas (1991)
- Preparativos de viaje (1991)
- La agonía de Proserpina (1993)
- Zoopatías y zoofilias(1993)
- Los reyes del huerto (1994)
- El nuevo bestiario (1994)
- El crimen del cine Oriente (1995)
- Conversaciones con mi amigo Ramón (1995)
- Los bosques de Nyx (1995) (obra de teatro)
- La máquina voladora (1996)
- Los misterios de la ópera (1997)
- Un día en el zoo (1997)
- El alfabeto (1997)
- Napoleón VII (1999)
- La rebelión de los rábanos (1999)
- Patíbulo interior (2000)
- La patria de las hormigas (2000)
- Otoño en Benasque, los Pirineos (2000)
- Bestiario (2000)
- El canto de las tortugas (2000)
- La soledad de los pirómanos (2001)
- Cuentos perversos (2002)
- La mirada de la muñeca hinchable (2003)
- Los nuevos inquisidores (2004)
- El cantante de boleros (2005)
- Doce cuentos de Andersen contados por dos viejos verdes (2005)
- La noche del lobo (2006)
- Bestiario [ilustraciones de Natalio Bayo] (2007)
- Los amantes de silicona (2008)
- Pecados griegos (2009)
- Cuentos completos (2012)
- Constructores de monstruos (2013)
- El fin de los dinosaurios (2014)
- El hombre bicolor (2014)

## Galardones

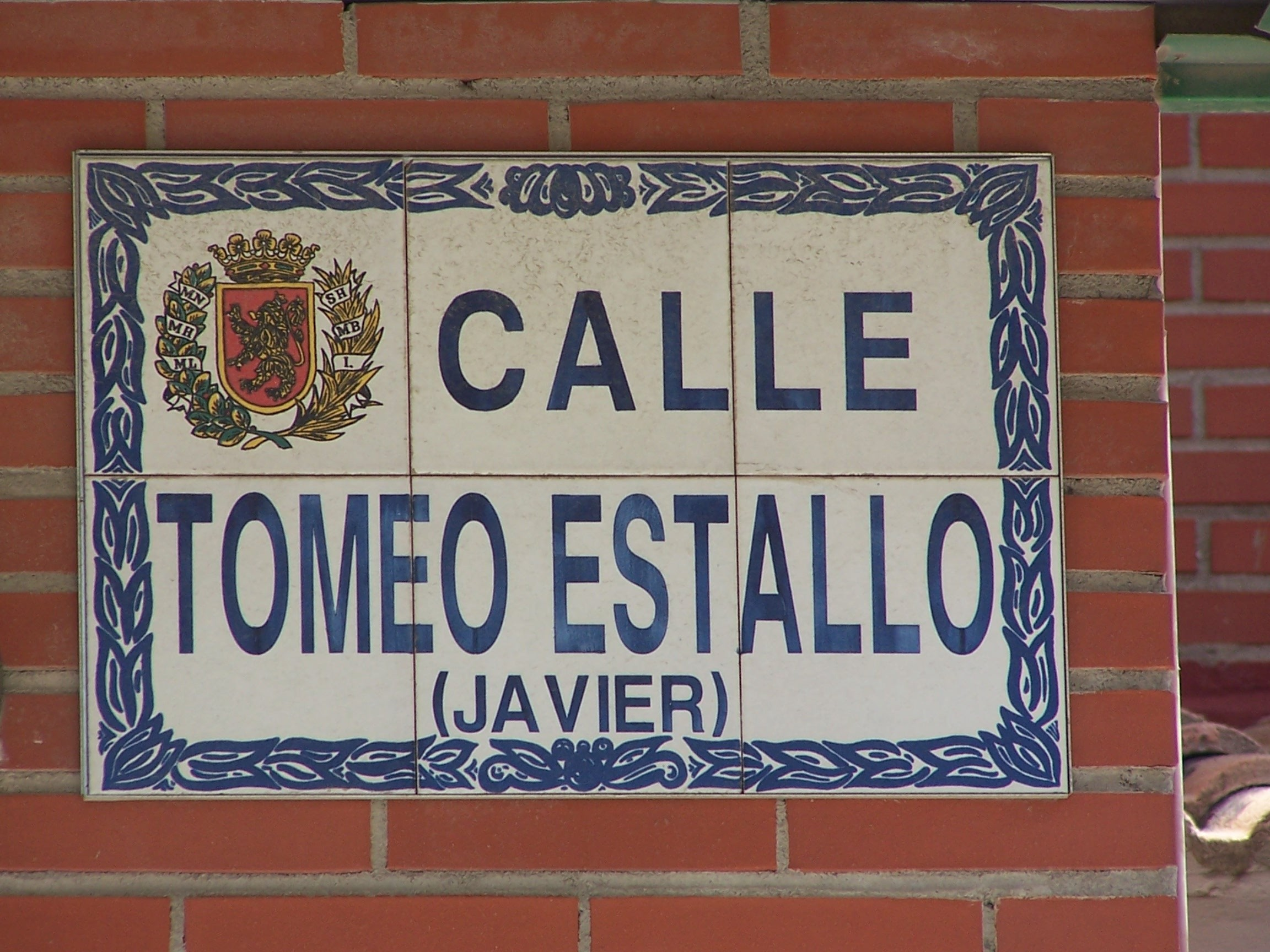
Calle dedicada a Javier Tomeo en Zaragoza

En 1971 obtuvo el premio de novela corta Ciudad de Barbastro, por El Unicornio.
En 1987 se fundó la Biblioteca Pública Javier Tomeo sita en el Centro Cívico Tío Jorge de la ciudad de Zaragoza.
Obtuvo el Premio Aragón de las Letras en 1994.
El 8 de octubre de 2005 se le entregó la Medalla de Oro del Ayuntamiento de Zaragoza.